# بطولة تونس لكرة السلة للرجال 2010–11
بطولة تونس لكرة السلة للرجال 2010–11 هو الموسم رقم 56 من بطولة تونس لكرة السلة للرجال.

فاز بهذا الموسم النجم الرياضي الساحلي.

## روابط خارجية
- الموقع الرسمي للجامعة التونسية لكرة السلة.